# دهستان پورمانی
دهستان پورمانی (به لاتین: Puurmani Parish) یک دهستان در استونی بود که در شهرستان یوگوا واقع شده‌بود.

## خصوصیات
دهستان پورمانی ۲۹۲٫۵۶ کیلومترمربع مساحت و ۱٬۸۹۵ نفر جمعیت دارد.